# Messier 2
Messier 2 (M2) (katalogiziran još kao NGC 7089) je kuglasti skup u zviježđu Vodenjaka. Otkrio ga je Jean-Dominique Maraldi 1746. godine.
Charles Messier otkrio ga je 1760. godine i opisao kao maglicu bez ijedne zvijezde. William Herschel je prvi koji ga je razlučio u pojedine zvijezde 1794. godine.

## Svojstva
Shapley-Sawyerov razred koncentracije mu je II.
Skup ima prividne dimenzije od 16' u promjeru. Na udaljenosti od 37.500 svjetlosnih godina to odgovara stvarnim dimenzijama od 175 svj.g. u promjeru. Prividna magnituda skupa je + 6,5 što znači da ga je moguće vidjeti u tamnim noćima, daleko od rasvjete i velikih gradova. Njegov ukupan sjaj je oko 340.000 puta veći od sjaja Sunca, a sastoji se od 150.000 zvijezda. 
Skup posjeduje veoma gustu jezgru i poprilično je eliptičan. Starost mu je procijenjena na 13 milijardi godina i pripada među najstarije kuglaste skupove u našoj galaksiji.
M2 posjeduje 21 poznatu promjenjivu zvijezdu. Najsjajnije zvijezde skupa pripadaju u crvene i žute divove.

## Amaterska promatranja
Zbog velikog prividnog sjaja, M2 se može u vidjeti u tamnim noćima, daleko od rasvjete i velikih gradova. Kroz dvogled ga je moguće uočiti kao sjajnu mutnu zvijezdu. Teleskop s objektivom od 150mm u stanju je razlučiti najsjajnije zvijezde ovog skupa. Za potpuno razlučivanje potrebno je imati barem 250mm objektiv i stabilne atmosferske uvjete.

## Vanjske poveznice
- Skica M2